# Josep de Nicolau i de Tobar
Josep de Nicolau i de Tobar (Reus, 1838 - València, 1883) va ser un militar català de la família reusenca ennoblida dels Nicolau.
Fill de Francesc de Nicolau i de Bofarull, va dedicar-se a la carrera militar que va iniciar el 1855 a l'Escola Militar, i des d'allà, després de quatre anys d'estudis, va ser destinat a la Capitania General d'Andalusia, al regiment d'Infanteria d'Àfrica. Va estar de guarnició a Ceuta fins al desembre de 1859. Durant el 1860 va participar en diverses accions militars de la Guerra d'Àfrica, com ara la batalla de Castillejos, Campamentos, riu Azmir, cap Negre, Batalla de Tetuan, de Wad-Ras, i altres. Per la seva actuació va ser guardonat amb la Creu de Sant Ferran de primer ordre. Quan es va dissoldre l'exèrcit d'Àfrica va passar al Cos d'Ocupació de Tetuan, i pel juliol de 1860 va tornar a la península. El mes de novembre va ser destinat a l'estranger en comissió de serveis per a estudiar "los adelantos y aplicaciones de la fotografía". Pel juliol de 1861 va tornar i es va incorporar a la Capitania General de Castella la Nova. D'allí va ser destinat al País Valencià, on hi va estar fins al 1869, quan va passar a l'exèrcit d'operacions a l'illa de Cuba, on va prendre part en diverses accions militars que li van valdre l'ascens a coronel. El 1871 va ser destinat a la Capitania general de Cuba, on va jurar la Constitució i va prestar obediència al rei Amadeu. Va rebre la comanda de l'Orde d'Isabel la Catòlica en recompensa de les accions a l'illa l'any anterior. El 1872 va tornar a la península, i el 1873 era cap de l'estat major de l'exèrcit d'Andalusia. El 1876 va ser destinat a la Capitania general de Canàries i el 1877 va ser nomenat cap de l'exèrcit de Puerto Rico. Per malaltia va tornar a Reus el 1880, però el 1881 tornà a embarcar cap a Puerto Rico, d'on pel gener de 1883 va tornar a València amb una excedència ja definitiva per malaltia. Va morir en aquella ciutat el 3 d'octubre de 1883 sense haver tingut descendència.